# Lisa del Bo
Lisa del Bo de son vrai nom Reinhilde Goossens, est une chanteuse belge, née le 9 juin 1961 à Bilzen.

## Biographie
Après avoir gagné au Soundmixshow (nl) de VTM avec sa version de What's a Woman? de Vaya Con Dios, elle commence sa carrière avec l'enregistrement de ses premiers SP Maar nu, wat doe ik zonder jou (1991) et Liefde (1992).
En 1993, elle termine 3e de la sélection belge pour l'Eurovision avec la chanson Vlinder.
En 1996, elle représente la Belgique au Concours Eurovision de la chanson (16e/23) avec Liefde is een kaartspel (La vie est un jeu de cartes) qui lui fait connaître le succès. Dans la foulée, elle sort son 1er album Lisa del Bo.
En 1998 sort avec succès le SP Eenzaam zonder jou (avec Bart Kaell). Elle fait plusieurs tournées avec Helmut Lotti avec lequel elle enregistrera en duo Love is life (1998) et Swinging on a star (2001).
Reinhilde sort les albums Best of the Sixties (1999), Best of the Fifties (2000) et Best of the Forties/Wo sind die zeiten (2001) qui reprennent des chansons connues des années 1960, 50 et 40 et qui la rendent très populaire aussi en Allemagne.
En 2003, Lisa enregistre, avec Willy Sommers et Luc Steeno, l'album De mooiste duetten & meer avec notamment Tussen Heist en de Ardennen puis l'année suivante le SP Jij (adaptation flamande de Love will keep us together).
Elle fait son retour en 2008 avec son 6e album Dansen plezier voor twee.